# Cherisy
Cherisy je francouzská obec v departementu Eure-et-Loir v regionu Centre-Val de Loire. V roce 2010 zde žilo 1 865 obyvatel.

## Vývoj počtu obyvatel
Počet obyvatel 